# 좌지왕
좌지왕(坐知王, ? ~ 421년 5월 12일) 혹은 김질왕(金叱王), 김토왕(金吐王)은 금관가야의 제6대 국왕(재위: 407년 4월 10일 ~ 421년 5월 12일)이다. 시호는 신왕(神王)이다.

## 생애
《삼국유사》의〈가락국기〉에 따르면 용녀(傭女)의 미색에 빠져 그녀를 왕비로 맞이하고 그녀의 친족들이 주요 관직을 차지해 국정이 어려워지자 이런 혼란을 이용하여 신라가 가야를 공격하려고 하였는데, 이에 종정경(宗正卿) 박원도(朴元道)가 왕에게 간언하자 그제야 깨달은 좌지왕은 용녀를 하산도(荷山島)에 추방하고 국정을 바로 잡았다. 이후 대아간 도령(道寧)의 딸 복수(福壽)를 왕비로 맞았다. 복수와 사이에서 취희왕을 낳았다.

## 가계
- 부왕 : 이시품왕(伊尸品王, ? ~407 재위:346~407)
- 모후 : 정신부인(貞信夫人)
  - 국왕 : 좌지왕(坐知王, ? ~421, 재위:407~421)
  - 폐비 : 용녀(傭女)
  - 왕비 : 복수부인(福壽夫人) 대아간 도령(道寧)의 딸
    - 장남 : 취희왕(吹希王, ? ~451, 재위:421~451
    - 며느리 : 인덕부인(仁德夫人) 각간 진사(進思)의 딸

| 전 임 이시품왕 | 제6대 가락국의 국왕 407년 4월 10일 ~ 421년 5월 12일 | 후 임 취희왕 |

## 같이 보기
- 한국의 역사
- 가야
- 삼국 시대